# Croix des Damiens
La croix des Damiens est une croix de chemin située sur le territoire de la commune d'Éroudeville, en France.

## Localisation
La croix est située dans le département de la Manche, au bord de la route départementale no 42, à la sortie du bourg d'Éroudeville en direction du Ham.

## Historique
La croix date des XVe et XVIe siècles. Elle est inscrite au titre des monuments historiques depuis le 9 juillet 1927.